# Список заслуженных мастеров спорта СССР (конный спорт)
Почётное пожизненное спортивное звание в СССР.
| 1938 год |                                     |            |                         |           |                 |                                 |
| 1        | Моисеев-Черкасский Михаил Фёдорович | ??.??.1938 | ??.??.1896 — ??.??.1982 |           |                 |                                 |
| 1947 год |                                     |            |                         |           |                 |                                 |
| 1        | Горохов, Валентин Н.                | ??.11.1947 |                         | Ленинград | «Спартак»       |                                 |
| 1948 год |                                     |            |                         |           |                 |                                 |
| 1        | Бовкун Семён Акимович               | ??.03.1948 |                         |           | Советская Армия |                                 |
| 2        | Левин Елизар Львович                | ??.11.1948 | ??.??.1913 - ??.??.1981 | Москва    | «Пищевик»       |                                 |
| 3        | Чалый Иван Михайлович               | ??.11.1948 |                         |           | Советская Армия |                                 |
| 1950 год |                                     |            |                         |           |                 |                                 |
| 1        | Анастасьев Григорий Терентьевич     | ??.12.1950 |                         |           | Советская Армия |                                 |
| 1951 год |                                     |            |                         |           |                 |                                 |
| 1        | Левина Александра Михайловна        | ??.03.1951 | ??.??.1912 — ??.??.1996 | Москва    | «Пищевик»       |                                 |
| 2        | Лысогорский Игорь Евгеньевич        | ??.03.1951 | ??.??.1906 — ??.??.1974 | Москва    | «Динамо»        |                                 |
| 3        | Гвоздева Галина Иннокентьевна       | ??.09.1951 | 11.08.1913 — 10.10.2000 | Москва    | «Спартак»       | 804                             |
| 1960 год |                                     |            |                         |           |                 |                                 |
| 1        | Филатов Сергей Иванович             | ??.09.1960 |                         | Москва    | ЦСКА            |                                 |
| неизв.   |                                     |            |                         |           |                 |                                 |
| 1        | Андреев В.А.                        | ??.??.???? |                         | Ленинград |                 | (звание присвоено до 1949 года) |

## 1968
- Кизимов, Иван Михайлович

## 1970
- Калита, Иван Александрович
- Петушкова, Елена Владимировна

## 1980
- Асмаев, Виктор Карпович
- Блинов, Александр Иванович
- Волков, Валерий Яковлевич
- Ковшов, Юрий Александрович
- Корольков, Николай Павлович
- Мисевич, Вера Антоновна
- Погановский, Виктор Александрович
- Рогожин, Сергей Николаевич
- Сальников, Юрий Григорьевич
- Угрюмов, Виктор Петрович
- Чуканов, Вячеслав Михайлович